# 伊東四郎 (衆議院議員)
伊東 四郎（いとう しろう、1841年〈天保12年4月〉 - 1918年〈大正7年〉9月16日）は、日本の政治家。衆議院議員（1期）。

## 経歴
現在の奈良県吉野郡川上村に生まれる。川上村戸長となる。大阪、神戸で茶の輸出業を行う。また、大阪で燐寸製造工場を操業し、輸出を行う。立憲政党新聞を発行し、大和林業の発展に力を尽くした。
1901年、磯田和蔵の死去による奈良3区の補欠選挙に立候補して当選する。衆議院議員を1期務め、1902年の第7回衆議院議員総選挙は不出馬。1918年に死去した。